# Estlands brandbekämpningsmuseum

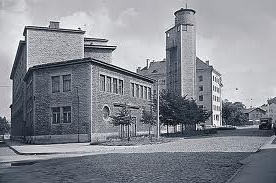
Brandstationen, äldre bild

Estlands brandbekämpningsmuseum (estniska: Eesti Tuletörjemuuseum) är ett arbetslivsmuseum i Tallinn i Estland. 
Estlands första frivilliga brandkår grundades 1788 av Svarthuvudbröderna och var en av de första brandkårerna i Europa. De första yrkesbrandkårerna i Estland tillkom 1919, en kort tid efter första världskriget.

## Historik
Estlands brandbekämpningsmuseum grundades 1974 och låg i Tallinns frivilliga brandkårs stationshus på Vana Virugatan vid Virutorget fram till 2003. Det återinvigdes i brandstationsbyggnaden på Rauagatan 2007.
Huvudman för museet har skiftat över åren, men är sedan 2013 Estlands räddningsmyndighet. 
I framtiden planeras det att utöka utställningsytan, bland annat genom att använda slangtornet.

## Byggnaden
Brandstationen ritades av Herbert Johanson och invigdes 1939.